# Dumitru Grozeanu
Dumitru Grozeanu a fost un general român.(n. 10 decembrie 1876, com. Leu, jud. Dolj; d. 1957). În perioada 25 iulie 1934 - 1 septembrie 1937 generalul de divizie Dumitru Grozeanu a fost comandantul Corpului de Grăniceri.

## Biografie
S-a născut într-o familie cu stare materială modestă. După absolvirea studiilor elementare și liceale în Craiova, a fost admis prin examen la Școala Militară de Ofițeri de Infanterie și Cavalerie din București în iulie 1896, ale cărei cursuri le-a terminat în 1898 când a fost avansat în grad de sublocotenent și repartizat în Regimentul 26 Infanterie Rovine, comandant de pluton. Evidențiindu-se ca bun instructor, cu frumoase trăsături de comandant și cu perspectiva sigură de afirmare pe scara valorilor militare, la 10 mai 1902, a fost înaintat la gradul de locotenent. 

   La 1 iulie 1909 avansat la gradul de căpitan, a fost mutat în Brigada 9 vânători comandant de batalion, a parcurs un stagiu de specializare în Armata Austro-Ungară față de care a rămas cu o impresie detestabilă și a revenit în țară fiind încadrat în Regimentele 1 Dolj și 18 Gorj, demonstrând o pregătire superioară din toate punctele de vedere și elevate trăsături pentru munca de comandă, corespunzătoare specificului Armatei și sufletului soldatului român.
Întors din Austria specializat în problema tragerilor, a elaborat numeroase lucrări pe această temă, le-a publicat în revista "Armata Română" și a contribuit personal la îmbunătățirea teoriei și procesului de instruire în acest domeniu din unitățiile noastre.         

În 1909 a fost cercetat și sancționat pentru că a predat unui ziar românesc câteva notițe cu părerile sale și cu aprecieri nefavorabile la adresa Armatei Austro-Ungare și a politicii acestei mari puteri în problema balcanică și în relațiile cu România, estimări care ulterior s-au confirmat.
În perioada 1910-1912, a urmat Cursurile Școlii de Război din București, fiind apoi repartizat la Regimentul 33 Infanterie Tulcea. În 1912 a fost încadrat instructor și profesor la Liceul Militar Mânăstirea Dealu.
Pe timpul campaniei din 1913, s-a evidențiat în mod deosebit ca ofițer din Marele Stat Major în controlul permanent și îndrumarea deplasării coloanelor Armatei Române la sud de Dunare. La 1 aprilie 1916 a fost înaintat la gradul de maior și numit Șef de Stat Major al Diviziei 1 Infanterie cu care a luptat în Valea Jiului, apoi în retragere până pe aliniamentul Siretul inferior- Valea Sușitei, dovedind exempu de curaj, rezistență, vitejie și înaltă pregatire.
In perioada 7 ianuarie 1917- 5 februarie 1918, a indeplinit functia de sef al biroului de informatii la Armata a2-a. La 1 aprilie 1917 a fost inaintat in gradul de locotenent-colonel si la aceeasi data din anul 1919, la ce de colonel.
După ofensiva din vara anului 1917, a fost decorat cu ordinele "Steaua României" și "Sfântul Vladimir", iar la 1 februarie 1918 a fost numit Subșef al Statului Major al Armatei a 2-a. A participat la Campania Româna din Ungaria din anul 1919 conducând statul major al Diviziei a 1-a. După primul război momdial a lucrat inițial la Marele stat major, în 1923 a fost admis la examenul de general de brigadă, grad pe care l-a primit în 1927 când a fost numit comandantul Brigăzii 11 Infanterie.

În 1930 îl găsim la Marele stat major Șef de diviziune, în 1931 comandant al Diviziei 11 infanterie, la 11 aprilie 1934 a fost înaintat la gradul de general de divizie, iar la 25 iulie 1934 i s-a încredințat comanda Corpului Grănicerilor.
După o cariera bogată și grea, în care și-a servit cu cinste și devotament patria atât pe câmpul de luptă cât și în funcțiile importante pe care le-a îndeplinit în perioada interbelică, între care ultimii trei ani și două luni în fruntea corpului Grănicerilor, la 1 noiembrie 1937, când împlinea 61 de ani, a fost trecut în rezervă la limita de vârstă, lăsând tezaurului culturii și experienței militare românești lucrări importante, iar celor ce l-au cunoscut precum și istoriei Armatei noastre și Grănicerilor, amintirea unei personalități de mare valoare.